# Жуков Олександр Якович
Олександр Якович Жуков (березень 1906, станція Брянськ ІІ Московсько-Брянської залізниці Орловської губернії, тепер Брянської області, Російська Федерація — лютий 1986, місто Оренбург, тепер Російська Федерація) — радянський державний діяч, голова виконавчого комітету Оренбурзької обласної ради. Депутат Верховної ради СРСР 4—5-го скликань.

## Життєпис
Народився в родині слюсаря залізниці. У 1917 році закінчив чотири класи залізничної школи в Брянську.
У жовтня 1919 — липні 1924 року — кіномеханік кінотеатру «Сосновый уголок» у Фокінському селищі біля Брянська.
У 1921 році закінчив чотири групи школи-дев'ятирічки в місті Брянську. У 1922 році вступив до комсомолу.
У липні 1924 — жовтні 1926 року — завідувач організаційного відділу Фокінського районного комітету ВЛКСМ Брянської губернії.
У жовтні 1926 — серпні 1928 року — завідувач районної бібліотеки в Брянській губернії.
Член ВКП(б) з березня 1927 року.
У вересні 1928 — липні 1932 року — студент Академії комуністичного виховання імені Крупської.
У липні 1932 — березні 1933 року — завідувач видавничого відділу, у березні 1933 — січні 1934 року — вчений секретар Академії комуністичного виховання імені Крупської.
З лютого по грудень 1934 року — аспірант, викладач суспільних дисциплін Комуністичного університету.
У грудні 1934 — березні 1935 року — аспірант, у березні 1935 — вересні 1937 року — секретар партійного комітету Московського інституту філософії, літератури і історії імені Чернишевського.
У вересні — листопаді 1937 року — 2-й секретар Сокольницького районного комітету ВКП(б) міста Москви.
У листопаді 1937 — лютому 1938 року — завідувач відділу агітації і пропаганди Московського міського комітету ВКП(б).
У лютому 1938 — січні 1940 року — заступник завідувача відділу шкіл ЦК ВКП(б).
У січні 1940 — червні 1941 року — заступник голови Всесоюзного комітету у справах вищої школи при Раді народних комісарів СРСР.
У липні 1941 — січні 1942 року — секретар партійного бюро Народного комісаріату юстиції СРСР.
У лютому — червні 1942 року — начальник політичного відділу Чебеньковського зернорадгоспу Чкаловського району Чкаловської області.
У липні 1942 — жовтні 1943 року — 1-й секретар Пономарьовського районного комітету ВКП(б) Чкаловської області.
У листопаді 1943 — грудні 1949 року — секретар Чкаловського обласного комітету ВКП(б) з пропаганди і агітації. У грудні 1949 — січні 1952 року — секретар Чкаловського обласного комітету ВКП(б).
У січні 1952 — червні 1960 року — голова виконавчого комітету Чкаловської (Оренбурзької) обласної ради депутатів трудящих.
З червня 1960 року — персональний пенсіонер у місті Оренбурзі.
Помер у лютому 1986 року в Оренбурзі.

## Нагороди
- орден Леніна (1956)
- орден Трудового Червоного Прапора (26.03.1956)
- медаль «За трудову доблесть»
- медалі